# Solar Soul
Solar Soul è il settimo album in studio del gruppo musicale industrial black metal svizzero Samael, pubblicato nel 2007 dalla Nuclear Blast.

## Tracce
1. Solar Soul – 3:44
2. Promised Land – 3:57
3. Slavocracy – 3:30
4. Western Ground – 4:06
5. On the Rise – 3:51
6. Alliance – 3:40
7. Suspended Time – 3:44
8. Valkyries' New Ride – 3:53
9. AVE! – 4:15
10. Quasar Waves – 3:37
11. Architect – 3:50
12. Olympus – 4:38

## Formazione
- Vorph - voce, chitarre
- Makro - chitarre
- Masmiseîm - basso
- Xy - batteria, tastiere, programmazioni